# 사십각형

사십각형(四十角形)은 변이 40개인 다각형이다. 사십각형의 내각의 합은 6840도이고, 사십각형의 한 각의 크기는 171도이므로, 한 외각의 크기는 9도이다.